# Spisak proizvođača svemirskih letelica

## Istorija
Tokom prvih godina svemirskih letova samo su nacionalne države imale resurse za razvoj i lansiranje svemirskih letelica. I američki svemirski program i sovjetski svemirski program su vođeni koristeći uglavnom vojne pilote kao astronaute. Tokom ovog perioda, nijedno komercijalno lansiranje u svemir nije bilo dostupno privatnim operaterima, pa zbog toga nijedna privatna organizacija nije bila u mogućnosti da ponudi lansiranja u svemir.
Osamdesetih godina prošlog veka, Evropska svemirska agencija je stvorila Arianespace, prvu svetsku komercijalnu kompaniju za svemirski transport, a nakon katastrofe Čelendžera, američka vlada je deregulisala i američko tržište svemirskog transporta. Tokom 1990-ih ruska vlada je prodala svoj većinski udeo u RSC Energia privatnim investitorima (pa je ponovo renacionalizovala ruski svemirski sektor 2013–2014.) Ovi događaji su po prvi put omogućili privatnim organizacijama da kupuju i razvijaju usluge lansiranja u svemir; započevši period privatnih svemirskih letova krajem 1980-ih i početkom 1990-ih.

## Proizvođači satelita
Postoji 10 velikih kompanija koje grade velike, komercijalne, geosinhrone satelitske platforme:
| Kompanija                         | Lokacija                                                                          | Broj lansiranih satelita | Komentari                                                                          |
| --------------------------------- | --------------------------------------------------------------------------------- | ------------------------ | ---------------------------------------------------------------------------------- |
| Airbus Defence and Space          | Evropa (Francuska/Nemačka/Španija/Ujedinjeno Kraljevstvo)                         |                          | ranije Astrium                                                                     |
| OHB SE                            | Evropa (Nemačka/Italija/Luksemburg/Švedska/Francuska/Belgija)                     |                          |                                                                                    |
| Boeing Defense, Space & Security  | SAD                                                                               |                          | ranije Boeing Integrated Defense Systems                                           |
| INVAP                             | Argentina                                                                         | 6                        | INVAP razvija nove satelite ARSAT-3 SAOCOM SABIA-Mar                               |
| JSC Information Satellite Systems | Rusija                                                                            | 1200                     | bivši NPO PM                                                                       |
| Lockheed Martin Space             | SAD                                                                               |                          |                                                                                    |
| Northrop Grumman                  | SAD                                                                               |                          | ranije Orbital ATK                                                                 |
| Raytheon                          | SAD                                                                               |                          | Jedan od najvećih svetskih dobavljača svemirskih senzora.                          |
| Maxar Space                       | SAD                                                                               | 285                      | ranije Space Systems Loral, formalno SSL, pridružnica kompanije Maxar Technologies |
| Thales Alenia Space               | Evropa (Francuska/Italija/Ujedinjeno Kraljevstvo/Španija/Belgija/Nemačka/Poljska) |                          | ranije Alcatel Alenia Space                                                        |

Pored navedenih, sledeće kompanije su uspešno izgradile i lansirale (manje) satelitske platforme:
| Kompanija                                | Lokacija                    | Broj lansiranih satelita | Komentari |
| ---------------------------------------- | --------------------------- | ------------------------ | --- |
| AeroAstro, Inc.                          | SAD                         |                          | Zatvoreno |
| Argotec                                  | Italija                     |                          | CubeSats i mali sateliti |
| British Aerospace                        | Velika Britanija            |                          | kupio je Marconi Electronic Systems, da bi formirao BAE Systems |
| CBERS                                    | Brazil, Kina                | 5                        | |
| EnduroSat                                | Evropa (Bugarska)           |                          | CubeSats i nanosateliti |
| Fairchild Space and Electronics Division | SAD                         |                          | prodat kompaniji Matra Marconi Space, a zatim ponovo prodat kompaniji Orbital Sciences Corporation                                                                                            |
| Fokker Space & Systems                   | Holandija                   |                          | tada Dutch Space, a sada EADS Astrium Satellites |
| GAUSS Srl                                | Italija                     | 9                        | CubeSats i mali sateliti (<50 kg) |
| General Electric                         | SAD                         |                          | spojena u Martin Marietta, a sada deo Lockheed Martin |
| Hawker Siddeley Dynamics                 | Velika Britanija            |                          | sada deo EADS Astrium Satellites |
| Dhruva Space                             | Indija                      |                          | Nano sateliti (>8 to <35 kg) |
| GomSpace                                 | Danska, Luksemburg, Švedska |                          | Nano i mikro sateliti (1—50 kg (2,2—110,2 lb)) za globalno praćenje i posmatranje Zemlje, za nauku, komunikacije, sazvežđa, internet stvari, odbranu i bezbednost i misije u dubokom svemiru. |
| Hughes Aircraft                          | SAD                         |                          | kupio je Boeing |
| IHI Corporation                          | Japan                       |                          | |
| In-Space Missions                        | Velika Britanija            |                          | Lansiranje prvog satelita u drugom kvartalu 2020 |
| Inovativna rešenja u svemiru             | Holandija                   | 490                      | CubeSats |
| Fondacija Libre Space                    | Grčka                       | 3                        | CubeSats, PocketQubes |
| NPO Lavochkin                            | Rusija                      |                          | |
| Mitsubishi Heavy Industries              | Japan                       |                          | |
| Northrop Grumman Space Technology        | SAD                         |                          | |
| NanoAvionics                             | SAD                         | 90                       | CubeSats i Small Sats |
| Pumpkin, Inc.                            | SAD                         |                          | CubeSat Kit |
| OneWeb                                   | Velika Britanija            | 394                      | OneWeb satellite constellation |
| Planet Labs                              | SAD                         | 298                      | Sazvežđe satelita za posmatranje Zemlje |
| Philco Ford                              | SAD                         |                          | ranije Ford Aerospace, sada Space Systems/Loral |
| QinetiQ Space N.V.                       | Belgija                     | 3                        | Verhaert Space |
| Rockwell                                 | SAD                         |                          | kupio je Boeing |
| RKK Energiya                             | Rusija                      |                          | proizvodi Sputnik 1 |
| Satrec Initiative                        | Koreja                      | 5                        | |
| SPAR Aerospace                           | Kanada                      | 8                        | kupio MacDonald Dettwiler |
| Sierra Space                             | SAD                         |                          | ranije SpaceDev, sada u vlasništvu Sierra Space |
| SpaceX                                   | SAD                         | 1848                     | najveći komercijalni operater satelitske konstelacije na svetu sa sazvežđem Starlink |
| Spectrum Astro                           | SAD                         |                          | kupio je General Dynamics |
| Surrey Satellite Technology Ltd          | Velika Britanija            |                          | sada deo Airbus Defence & Space |
| Swales Aerospace                         | SAD                         |                          | kupio je Alliant Techsystems, sada Orbital ATK |
| TRANSPACE Technologies                   | Indija                      |                          | Izrada, testiranje i analiza pouzdanosti satelitskih sistema na vozilu |
| TRW                                      | SAD                         | skoro 200                | sada deo Northrop Grumman Space Technology |
| TsSKB-Progress                           | Rusija                      |                          | proizvođač Bion-M, Foton-M, Resurs-P i Persona |
| Xovian                                   | Indija                      |                          | Nanosat i usluge |
| York Space Systems                       | SAD                         | 1                        | Usluge proizvodnje i lansiranja svemirskih letelica do 250 kg (550 lb) |
| Yuzhnoye Design Bureau                   | Ukrajina                    |                          | |

## Proizvođači lansirnih vozila  i pružaoci usluga trećih strana
| Kompanija                          | Lokacija | Broj lansiranih satelita | Komentari |
| ---------------------------------- | --- | ------------------------ | --- |
| Arianespace                        | Evropa (Francuska/Nemačka/Italija/Belgija/Švajcarska/Švedska/Španija/Holandija/Norveška/Danska)                            | 244/256                  | Ariane (rocket family) |
| Delft Aerospace Rocket Engineering | Holandija |                          | Suborbitalne sondažne rakete koje su napravili studenti                                                                     |
| ISRO                               | Indija | 65/72                    | PSLV, GSLV, GSLV III |
| COSMOS International               | Rusija/Nemačka |                          | komercijalizuje lanser Kosmos-3M                                                                                            |
| Eurockot Launch Services           | Evropa (Nemačka/Francuska/Velika Britanija/Španija/Holandija/Rusija)                                                       | 29/31                    | u vlasništvu EADS Astrium                                                                                                   |
| International Launch Services      | SAD Rusija | 97/100                   | |
| Iranian Space Agency               | Iran | 4/15                     | |
| ISC Kosmotras                      | Rusija/Ukrajina/Kazahstan                                                                                                  |                          | |
| Mitsubishi Heavy Industries        | Japan | 81/85                    | |
| Northrop Grumman                   | SAD | 81/90                    | proizvođač Antares, Minotaur i Pegasus                                                                                      |
| PLD Space                          | Spain |                          | proizvođač Miura 1 i Miura 5                                                                                                |
| Rocket Lab                         | Novi Zeland/SAD | 20/23                    | proizvođač rakete-nosača Elektron                                                                                           |
| SpaceX                             | SAD | 199/204                  | Falcon 1, Falcon 9 i Falcon Heavy                                                                                           |
| Sea Launch                         | SAD/Rusija/Ukrajina/Norveška                                                                                               | 32/36                    | pružalac uslug Sea Launch i Land Launch                                                                                     |
| Makeyev Rocket Design Bureau       | Rusija |                          | komercijalizuje lansere Volna i Shtil'                                                                                      |
| NPO Mashinostroyeniya              | Rusija |                          | komercijalizuje lansere Strela                                                                                              |
| Starsem                            | Evropa (Nemačka/Francuska/Velika Britanija/Španija/Holandija/Italija/Belgija/Švajcarska/Švedska/Norveška/Danska/ i Rusija) |                          | komercijalizuje lansere Soyuz                                                                                               |
| The Spaceship Company              | SAD |                          | Svemirski brod za višekratnu upotrebu lansiran iz aviona White Knight (Beli vitez) za svemirski turizam i eksperimentisanje |
| TsSKB-Progress                     | Rusija |                          | proizvođač rakete- nosača Soyuz                                                                                             |
| United Launch Alliance             | SAD | 147/148                  | |
| Vaya Space                         | SAD |                          | ranije poznat kao Rocket Crafters, proizvođač Dauntless                                                                     |
| United Start Launch                | SAD Rusija |                          | komercijalizuje lanser Start-1                                                                                              |
| Virgin Galactic                    | SAD |                          | Svemirski turizam pomoću svemirske letelice kompanije Spaceship Company spacecraft                                          |
| Virgin Orbit                       | SAD / Velika Britanija | 3/4                      | proizvođač lansirne rakete LauncherOne sa vazdušnim lansiranjem                                                             |
| Blue Origin                        | SAD |                          | proizvođač suborbitalne rakete New Shepard i New Glenn                                                                      |
| Independence-X Aerospace           | Malezija |                          | proizvođač DNLV lansirne rakete                                                                                             |
| Borneo SubOrbitals                 | Malezija |                          | proizvođač neimenovane suborbitalne rakete                                                                                  |
| Space Philic Private Limited       | Indija |                          | proizvođač rakete-nosača |

Komercijalna krila nacionalnih svemirskih agencija:
- Aerospace Industrial Development Corporation (AIDC) i Taiwan Aerospace Industry Association (TAIA) Tajvan
- Antrix Corporation Indija
- China Aerospace Science and Technology Corporation Kina
- Aerockets

## Proizvođači lendera, rovera i sondi
| Kompanija                           | Lokacija                        | Broj lansiranih satelita | Komentari                                                              |
| ----------------------------------- | ------------------------------- | ------------------------ | ---------------------------------------------------------------------- |
| Brown Engineering Company           | Huntsville, AL United States    |                          | Rover za Apolo lunarni program                                         |
| China National Space Administration | Kina                            |                          | za program Chang'e 3 u 2013                                            |
| Deep Space Industries               | Mountain View, CA United States |                          |                                                                        |
| Lavochkin                           | Rusija                          |                          | roveri za Lunokhod 1                                                   |
| NASA JPL                            | SAD                             |                          | za lunarne misije ATHLETE, Mars Pathfinder, Opportuniti i Spirit rover |
| ISRO                                | Indija                          |                          | Chandrayaan-1, Chandrayaan-2, Mars Orbiter Mission                     |
| Planetary Resources                 | Redmond, WA United States       |                          | Arkyd-100 za pretragu asteroida.                                       |

## Proizvođači komponenti za svemirske letelice
| Kompanija                                 | Lokacija                              | Proizvodnja | Napomene                                                |
| ----------------------------------------- | ------------------------------------- | --- | ------------------------------------------------------- |
| Orbital Machines AS                       | Trondhajm, Norveška i Berlin, Nemačka | Električne pogonske pumpe za rakete i svemirske letelice |                                                         |
| Astro- und Feinwerktechnik Adlershof GmbH | Berlin, Nemačka                       | Dizajn, proizvodnja, montaža, integracija i verifikacija malih satelitskih autobusa (TET-1, lansiran jula 2012). Komponente za kontrolu položaja (žiro sistem, GPS prijemnik, magnetometar) Dobavljač svemirskih sistema i ISS nosivosti NightPod |                                                         |
| Bradford Space                            | Njujork, Njujork                      | Dobavljač zelenih pogonskih sistema, raketnih motora, senzora za sunce, reakcionih točkova, jedinica za merenje ubrzanja i radnih stanica astronauta. | Preko 100 potisnika u svemiru                           |
| Dynetics                                  | Madison, AL United States             | | koristi se na Sundancer i Ares I                        |
| Tethers Unlimited, Inc.                   | Seattle, WA United States             | Uređaji za deorbitiranje, solarni nizovi koji se mogu postaviti, pogonski sistemi, radio komunikacije i robotika |                                                         |
| RUAG Space                                | Švajcarska                            | Strukture, oklopi, mehanizmi, opto-elektronika |                                                         |
| AB 360 Space                              | SAD                                   | proizvođač CLEPS-C100 kombinovanih električnih pogonskih sistema, podesivih potisnih motora za putovanje do Marsa |                                                         |
| GAUSS Srl                                 | Rim, Italija                          | Kompletne svemirske platforme, nanosatelitske strukture i uređaji, OBDH, EPS, radio komunikacije, solarni paneli i sistemi zemaljskih stanica |                                                         |
| GomSpace                                  | Danska, Luksemburg, Švedska           | Platforme i strukture od 1U do 16U, pogonski sistemi, softverski definisani radio, S-/X-/VHF band antene, ADCS paket, sistemi električne energije, solarni paneli, računari na vozilu, zemaljska oprema itd. |                                                         |
| Andrews Space                             | Seattle, WA United States             | |                                                         |
| Jena-Optronik                             | Jena, Nemačka                         | Senzori sistema za kontrolu položaja i orbite (AOCS): zvezdani senzori, senzori sunca i senzori za pristajanje; Optički svemirski instrumenti i komponente: multispektralni snimač (npr. JSS 56 za satelitsku konstelaciju RapidEye), efikasan radiometar (npr. METimage), elektronski kao i opto-mehanički podsistemi i komponente za operativno posmatranje Zemlje (npr. za misije Copernicus Sentinel). |                                                         |
| Pumpkin, Inc                              | San Francisko, SAD                    | CubeSat Kits |                                                         |
| Mynaric                                   | Minhen, Nemačka                       | Laserska komunikaciona oprema za vazdušne i svemirske komunikacione mreže, takozvane konstelacije. |                                                         |
| Kongsberg Defence & Aerospace             | Kongsberg, Norveška                   | Kongsberg sklop adaptivnog rotacionog mehanizma [KARMA] u konfiguraciji kao mehanizam za pogon solarne mreže (SADM), koji se koristi na Rosetta (spacecraft), Mars Express, Venus Express, Sentinel 1, Sentinel 3 i BepiColombo MTM. Pogonska elektronika za Sentinel 1 i BepiColombo MTM. Podupirači za pričvršćivanje, uključujući funkciju razdvajanja, za Ariane 5.                                    |                                                         |
| Production Corporation Polyot             | Rusija                                | |                                                         |
| Rocketstar Robotics Inc                   | Camarillo, SAD                        | Mehanizmi optičkih zatvarača misije svemirske interferometrije |                                                         |
| Sierra Space                              | SAD                                   | | ranije SpaceDev, sada u vlasništvu Sierra Space         |
| Clyde Space                               | Velika Britanija                      | Elektronika sistema napajanja, baterije, solarni paneli, sistemi za kontrolu stava | kupio ÅAC Microtec                                      |
| Astro Aerospace                           | Carpinteria, SAD                      | Mehanizmi koji se mogu postaviti, strukture svemirskih letelica, AstroMesh pokretni reflektor, nosači za postavljanje, mrežaste reflektorske antene velikog i malog otvora, STEM (Storable Tubular Ektendable Member), šarnirski mehanizmi. | Specijalna poslovna jedinica kompanije Northrop Grumman |
| TRANSPACE Technologies                    | Bangalore, Indija                     | Izrada, testiranje, analiza pouzdanosti i dizajn PCB-a satelitskih podsistema na ploči | Odobreni dobavljač za ISRO Satelitski centar, Indija    |
| RadioBro Corporation                      | Huntsville, Alabama, SAD              | Komunikacije malih svemirskih letelica, testiranje spremnosti za let, usluge obuke |                                                         |
| Howco Additive Manufacturing              | Hjuston, Teksas, SAD                  | 3D štampanje vazduhoplovnih komponenti u In718 i titanijuma |                                                         |
| Solar MEMS Technologies                   | Španija                               | Senzori sunca za satelite |                                                         |
| kriptonska tehnološka rešenja             | SAD                                   | Komponente malih svemirskih letelica, servisiranje na orbiti, autobusi svemirskih letelica od 1U do 24U. |                                                         |

## Proizvođači električne instalacije
| Naziv firme                       | Država                                                              | Motor                                                                         | Vrsta motora | Komentari |
| --------------------------------- | ------------------------------------------------------------------- | ----------------------------------------------------------------------------- | --- | --- |
| ArianeGroup                       | Lampoldshausen, Nemačka                                             | S10, S20, S200, S400 CHT-1N, CHT-20N, CHT-400N RIT-10, RIT-2x                 | pogonski i monopogonski potisnici, rešetkasti jonski potisnici | Glavni proizvođač pogonskih sistema, opreme i usluga u Evropi, koji opslužuje velike svemirske projekte kao što su ATV, ORION-ESM, ExoMars, JUICE, MTG, GEO i EO sateliti sa Propulsion Solutions.                                                      |
| AB 360 Space                      | Vašington, SAD                                                      | CLEPS X-100, CLEPS C100                                                       | hibridni potisnici, kombinovani tečni električni pogonski sistemi, metan/jonski potisnici kiseonika | Koristi električnu i tečnu propulziju istovremeno za svemirski pogon za LEO/MEO satelite |
| Moog-ISP (pogon u svemiru)        | Westcott, Buckinghamshire Velika Britanija Nijagarini vodopadi, SAD | Svi oblici hemijskog pogona uključujući glavne motore Apogee i AOCS potisnike | Porodice dvopropelantnih i monopropelantnih proizvoda uključuju: LEROS, MONARC Thruster, LTT Thruster | Divizija Moog Inc. |
| Bradford Space                    | Njujork, Njujork                                                    | LMP-103s potisnici, Potisci na bazi vode                                      | LMP-103s zeleni monopropelantni pogonski sistemi i potisnici, COMET pogonski sistemi na bazi vode | >100 potisnika na letačkim satelitima |
| Busek                             | Natick, Massachusetts, SAD                                          | BHT-200, BHT-1500, BHT-20k, BET-1, BmP-220, BIT-1, BIT-3, BIT-7, uPPT-3       | Hall-effect thruster, Gridded Ion, elektrosprej, mikro impulsna plazma, zeleni monopropelent, elektrotermalni, šuplje katode, katoda za emisiju polja                                                    | TacSat-2, FalconSat-5, FalconSat-6, ST-7/LISA Pathfinder. Licencirana tehnologija za BPT-4000 na AEHF 1, AEHF 2, AEHF 3. Opcije pogona u rasponu od CubeSats do GEO komunikacionih satelita do svemirskih letelica za preusmeravanje misije na asteroid |
| Aerojet Rocketdyne                | Rancho Cordova, Kalifornija, SAD                                    | Brojne                                                                        | Tečni raketni motor, čvrsti raketni motor, potisnik sa holovim motorom, potisnik sa rešetkastim jonima.                                                                                                  | |
| American Rocket Company           | SAD                                                                 |                                                                               | hibridna raketa | intelektualna svojina koju je stekao SpaceDev |
| CU Aerospace                      | Champaign, SAD                                                      | PUC, CHIPS, PPT-11                                                            | MCD / Resistojet / PPT | Small satellite / CubeSat Pogonski moduli |
| VIPER                             |                                                                     |                                                                               | raketni motor na tečno gorivo | raketni motor za višekratnu upotrebu |
| Ad Astra Rocket Company           | Webster, SAD                                                        | VASIMR                                                                        | magnetoplasma | može se koristiti za fbuduće misije na Marsu |
| Enpulsion GmbH                    | Wiener Neustadt, Austrija                                           | Pogonski sistemi za kubesate, male satelite i srednje/velike satelite         | Field Emission Electric Propulsion | Enpulsion komercijalizuje tehnologiju koja je razvijena za naučne misije ESA više od 10 godina. |
| PLD Space                         | Španija                                                             | TREPEL porodica                                                               | | koristi se na raketama Miura |
| Reaction Engines Ltd.             | Oxfordshire, England, Velika Britanija                              | SABRE                                                                         | kombinovani ciklus prethodno ohlađenog mlaznog motora i raketnog motora zatvorenog ciklusa | planirano da se koristi u Skylon |
| LIA Aerospace Ltd.                | England, Ujedinjeno Kraljevstvo                                     | KX11                                                                          | Napajanje pod pritiskom, dvopropelentno, zeleno, netoksično regen cooled | koristi se u Zonda 1.0 |
| Sierra Space                      | SAD                                                                 | VR35K-A                                                                       | hibridna raketa, tečni raketni motor | Podružnica za komercijalni prostor kompanije Sierra Nevada Corporation |
| SpaceDev                          | Poway, SAD                                                          |                                                                               | hibridna raketa | kupio Sierra Space; koristi se na SpaceShipOne i SpaceShipTwo |
| SpaceX                            | Hawthorne, Kalifornija, SAD                                         | Merlin / Raptor / Draco / Kestrel                                             | raketni motor na tečnost | koristi se na Falcon raketama |
| ArianeGroup                       | Vernon, Francuska                                                   | Vinci / Viking / Vulcain / HM7B                                               | raketni motor na tečno gorivo | koristi se na raketama Ariane |
| NPO Energomash                    | Rusija                                                              |                                                                               | raketni motor na tečno gorivo | koristi se na R-7, Molniya, Soyuz, Energia, Zenit, Atlas III, Atlas V, Angara, Antares |
| KBKhA                             | Rusija                                                              |                                                                               | raketni motor na tečno gorivo | koristi se na Soyuz, Proton, Energia |
| KBKhM                             | Rusija                                                              |                                                                               | raketni motor na tečno gorivo | koristi se na Vostok, Voskhod, Zenit, Soyuz, Progress, Salyut 1, Salyut 4, Salyut 6, Salyut 7, Mir Core Module, Zvezda, GSLV Mk I |
| NIIMash                           | Rusija                                                              |                                                                               | raketni motor na tečno gorivo | koristi se na Almaz, Buran, Briz-M |
| TsNIIMash                         | Rusija                                                              |                                                                               | | koristi se na STEX |
| Kuznetsov Design Bureau           | Rusija                                                              |                                                                               | raketni motor na tečno gorivo | koristi se na N1, Soyuz-2-1v, Antares |
| OKB Fakel                         | Rusija                                                              |                                                                               | Hall-effect thruster | koristi se na SMART-1, LS-1300 |
| Proton-PM                         | Rusija                                                              |                                                                               | raketni motor na tečno gorivo | koristi se na Proton, Angara |
| Keldysh Research Center           | Rusija                                                              |                                                                               | | |
| Voronezh Mechanical Plant         | Rusija                                                              |                                                                               | raketni motor na tečno gorivo | koristi se na Vostok, Voskhod, Molniya, Soyuz, Proton, Energia, Luna |
| Yuzhnoye Design Office / Yuzhmash | Ukrajina                                                            | - RD-8 - RD-843 - RD-855 - RD-856 itd.                                        | - Kiseonik+kerozin i N204+UDMH raketni motor na tečno gorivo - raketni motor na čvrsto gorivo - potisnici - Potisnik sa Holovim efektom - amonijačni mlazni pogonski sistem - gas-mlazni pogonski sistem | koristi se na - Vega, Zenit, Cyclone i puno sovjetskih projektila - Okean-O, Sich-1, EgyptSat 1 i mnoge sovjetske svemirske letelice |
| Independence-X Aerospace          | Malezija                                                            | ID-1, ID-2, ID-3 i neimenovani 2-stepeni raketni motor za DNLV                | raketni motor na čvrsto gorivo i aketni motor na tečno gorivo | koristi se na ID-1, ID-2 i DNLV raketi |
| Borneo SubOrbitals                | Malezija                                                            |                                                                               | Hibridna raketa | koristi se na raketi koja tek treba da bude imenovana |
| Apollo Fusion                     | SAD                                                                 | ACE, ACE Max                                                                  | Potisnik sa Holovim efektom | Koristiće se na Spaceflight, Inc. i Sherpa-LTE space tug |
| Benchmark Space Systems           | SAD                                                                 | Starling, Halcyon, Peregrine                                                  | Topli gasni potisnik, Visokotestirani peroksidni potisnik, Hipergolični potisnik | Koristiće se na Spaceflight, Inc.'s Sherpa-LTC space tug |
| ThrustMe                          | Francuska                                                           | NPT30, I2T5                                                                   | Mrežasti jonski potisnik, Hladni gasni potisnik | prva demonstracija u orbiti električnog pogonskog sistema napajanog jodom |